# Ripsdorf
Ripsdorf ist ein Ortsteil der Gemeinde Blankenheim (Ahr) im Kreis Euskirchen in Nordrhein-Westfalen. Er liegt auf der Hochebene zwischen der oberen Ahr und Kyll an der Landesgrenze zu Rheinland-Pfalz.

## Geschichte
Ripsdorf entstand auf dem Gelände eines römischen Gutshofes. Zeugen dieser frühen fränkischen Siedlung sind Gräber aus der Merowingischen Zeit. Die erste urkundliche Erwähnung erfährt Ripsdorf bei der Übergabe an einen Vorfahren der Grafen von Are aus dem Jahr 1121. Das damalige Dorf Ripesdorp hatte bereits eine Pfarrkirche, dessen Patronat bei der Abtei Steinfeld lag. 1203 findet man den Namen Rypstorf, 1316 dann Rypstorp und im 15. Jahrhundert Rüpstorp. 
1398 im Besitz Herzöge zu Jülich verblieb Ripsdorf – mit Ausnahme des Vellerhof – in dieser Abhängigkeit bis 1725, als es durch Tausch mit Bleibuir an das Haus Manderscheid-Blankenheim gelangte, dem es bis 1794 zugehörte. Unter der anschließenden französischen Herrschaft gehörte Ripsdorf bis 1814/15 zur Mairie Dollendorf im Canton Blankenheim, nachfolgend zur nunmehr preußischen gleichnamigen Bürgermeisterei im Kreis Blankenheim, später Kreis Gemünd bzw. Kreis Schleiden. Mit Bildung des Amtes Blankenheim wurde Ripsdorf – unter Aufhebung der bisherigen Bürgermeistereien Blankenheim, Dollendorf und Lommersdorf – im Jahr 1934 Teil desselben. Zum 1. Juli 1969 wurde dann die bis dahin eigenständige Gemeinde Ripsdorf innerhalb des Amtes Blankenheim aufgelöst und in die neugebildete Gemeinde Blankenheim eingemeindet.
Das Burghaus der bereits im 13. Jahrhundert genannten Herren von Ripsdorf ist früh untergegangen.

## Sehenswürdigkeiten

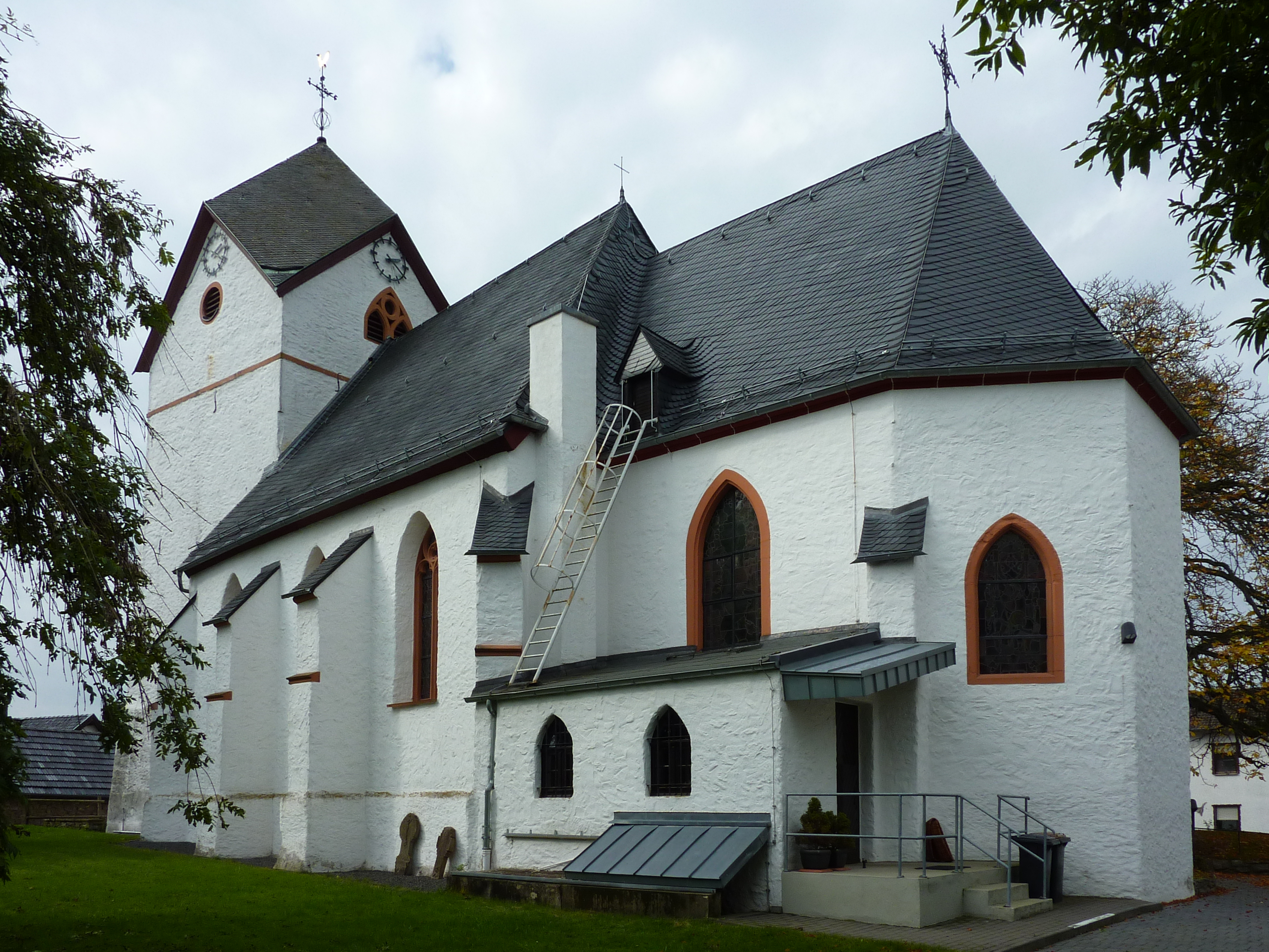
Pfarrkirche St. Johann Baptist

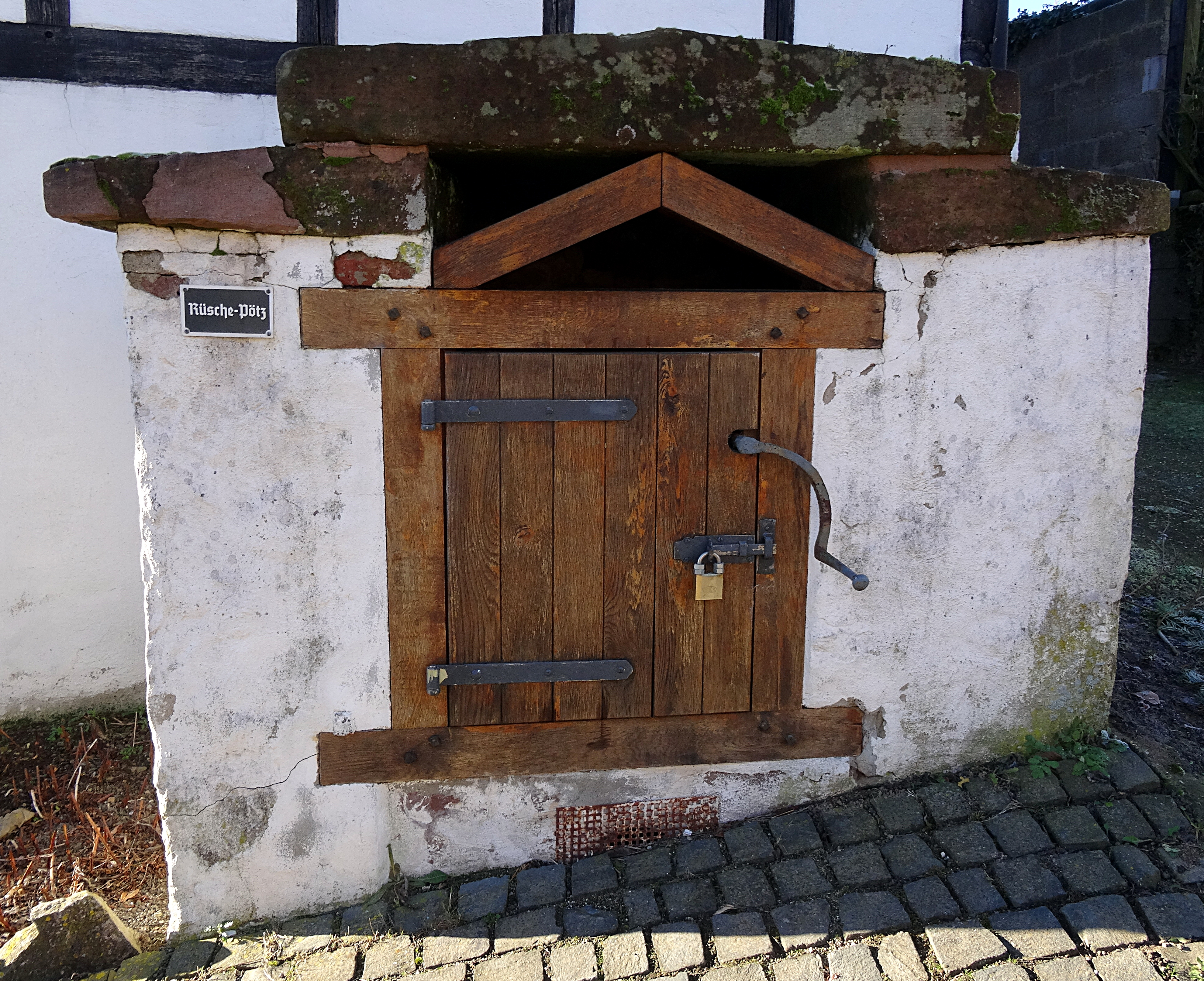
Baudenkmal Brunnen („Rüsche-Pötz“)

- Spätgotische Pfarrkirche St. Johann Baptist
- Alte Brunnenanlagen und das „Brothaus“
- Fachwerkensemble in der Tränkgasse

## Tourismus
Durch den Ort führen der Radwanderweg Eifel-Höhen-Route, der als Rundkurs um den Nationalpark Eifel führt, sowie der Eifelsteig (Etappe 7).

## Verkehr
Die VRS-Buslinie 833 der RVK verbindet den Ort mit Blankenheim, Dollendorf und Waldorf, überwiegend als TaxiBusPlus im Bedarfsverkehr. Zusätzlich verkehrt an Wochenenden von April bis Oktober ein Wanderbus als Linie 770 von Mirbach über Ripsdorf nach Blankenheim und Kall.
| Linie | Verlauf |
| ----- | --- |
| 770   | Wanderbus (nur samstags, sonn- und feiertags von April bis Oktober): Kall Bf – Urft Bf – Steinfeld – Nettersheim Bf – Marmagen – Blankenheim (Wald) Bf – Blankenheim Busbf – Blankenheim Rathaus – (Ripsdorf ← Alendorf ←) Mirbach |
| 833   | MiKE (außer im Schülerverkehr): (Finkenhof –) Blankenheim Busbf – Blankenheim Rathaus – Hüngersdorf / Nonnenbach – Ripsdorf – Dollendorf / (Alendorf – Waldorf)                                                                    |

## In Ripsdorf geboren
- Benedikt Reetz OSB (1897–1964), als Benediktiner Abt der Abtei Seckau und Erzabt der Erzabtei Beuron
- Johann Hack (1898–1978), Politiker